# Anna Osmakowicz

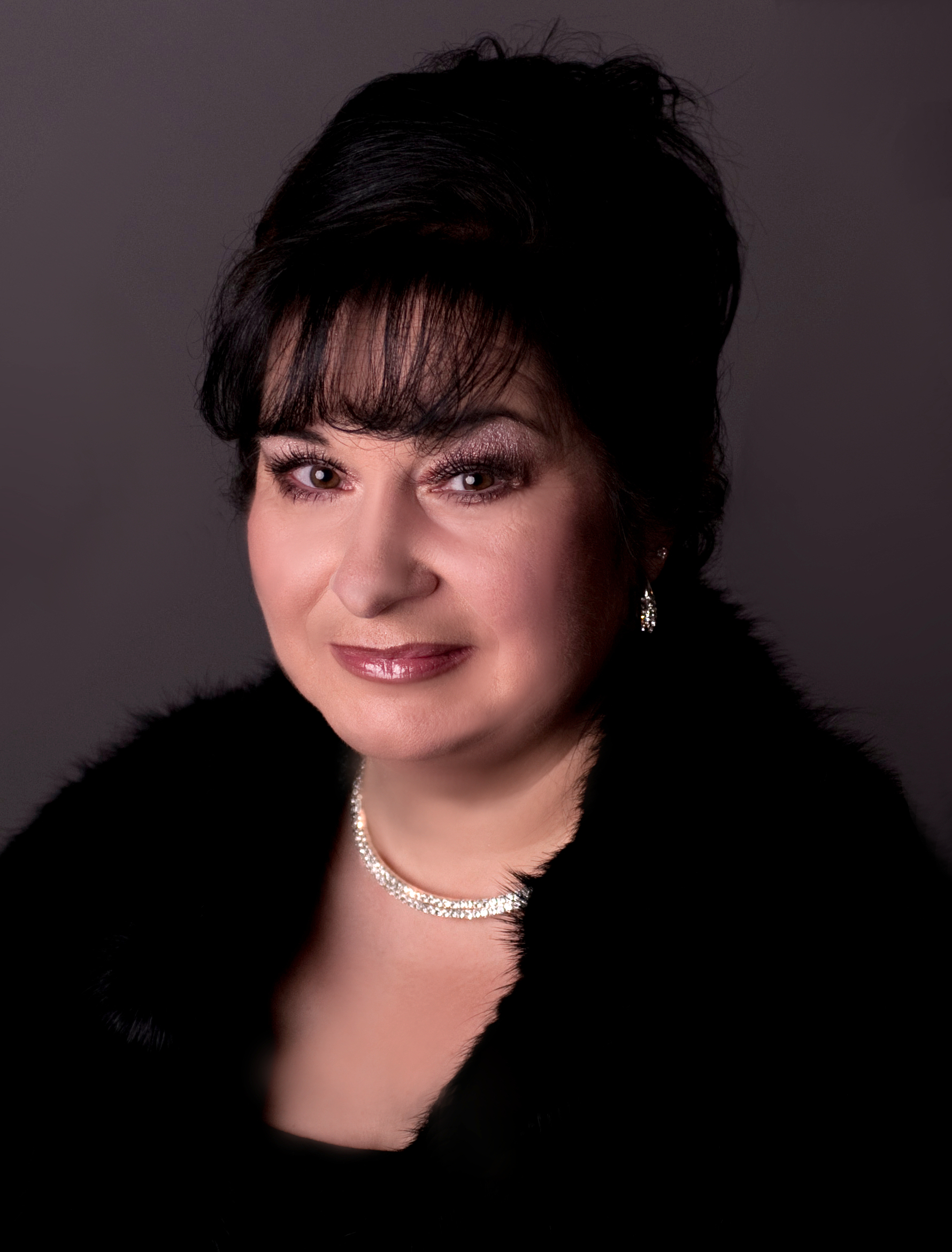
Anna Osmakowicz

Anna Osmakowicz (sinh ngày 14 tháng 3 năm 1963) là một ca sĩ và diễn viên người Ba Lan. Bà tham gia một số vở nhạc kịch và kịch sân khấu như "Orfeusz i Eurydyka w krainie tęczy", "Carmen", "Macbeth", "Otelo", "Fiddler on the Roof", và "Madame Butterfly".

## Đĩa nhạc
- 2005 - En kristnaska hor
- 2006 - Kristabia festo
- 2008 - Wigilijna Noc
- 2009 - Dzisiaj Wielkanoc
- 2009 - Intymny świat
- 2009 - Kolędy[3]